# 香川保忠

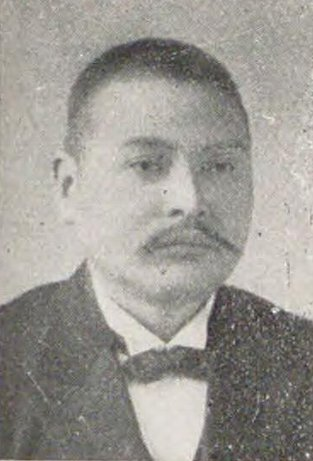
香川保忠

香川 保忠（かがわ やすただ、明治5年3月8日（1872年4月15日） - 昭和15年（1940年）4月13日）は、日本の衆議院議員（憲政会）、医師。

## 経歴
富山県中新川郡西加積村（現在の滑川市）出身。1894年（明治27年）に第四高等学校医学部を卒業後、東京帝国大学医科大学選科で学んだ。新潟県の小出病院で副院長を務めた後、帰郷して開業した。中新川郡医師会長、同衛生会副会長、富山県医師会長を歴任。さらに西加積村会議員、富山県会議員、同参事会員、同副議長に選ばれた。
1920年（大正9年）、第14回衆議院議員総選挙に出馬し、当選を果たした。
その他、立山鉄道専務取締役、立山製紙株式会社取締役、加積水力電気株式会社取締役、大岩電気株式会社監査役、滑川銀行監査役などを務めた。
昭和に入ってからは中新川郡教育会長を務めた。